# Maxim Wladimirowitsch Tarassow
Maxim Wladimirowitsch Tarassow (russisch Максим Владимирович Тарасов, engl. Transkription Maksim Tarasov; * 2. Dezember 1970 in Jaroslawl) ist ein ehemaliger russischer Stabhochspringer, der früher für die Sowjetunion antrat.
Maxim Tarassow gehört zu den wenigen Sportlern, denen es gelang, Olympiasieger, Weltmeister und Europameister zu werden. Da seine Disziplin während großen Teilen seiner Karriere von dem überragenden Ukrainer Serhij Bubka dominiert wurde, verteilen sich Tarassows Titel auf die gesamten 1990er Jahre.

## Karriere

### Bis zum Olympiasieg
1988 wurde Tarassow Zweiter bei den Juniorenweltmeisterschaften. 1989 stellte Tarassow drei Juniorenweltrekorde auf, den letzten mit 5,80 Meter. Dieser Rekord wurde von Raphael Holzdeppe am 28. Juni 2008 in Biberach eingestellt und am 11. März 2017 von Armand Duplantis in New York Stadt mit 5,82 Metern überboten. Ebenfalls 1989 wurde Tarassow Junioreneuropameister.
Seine erste Medaille in der Erwachsenenklasse gewann Tarassow 1991 bei den Weltmeisterschaften in Tokio, als er mit 5,85 Meter hinter Bubka (5,95 Meter) und dem Ungarn István Bagyula mit (5,90 Meter) Bronze gewann. Mit gleicher Höhe von 5,85 Meter wurde der dritte Vertreter der Sowjetunion Rodion Gataullin Vierter.
1992 trat statt der Sowjetunion die Gemeinschaft unabhängiger Staaten bei den Olympischen Spielen in Barcelona an. Im Stabhochsprung wurde die GUS durch Bubka, Tarassow und Igor Trandenkow vertreten. In der Qualifikation sprangen Bubka und Tarassow die geforderten 5,60 Meter im ersten Versuch, Trandenkow schaffte die Höhe im zweiten Versuch. Insgesamt schafften sechs Springer die 5,60 Meter; sechs weitere Springer mit 5,55 Meter wurden zum Finale zugelassen.
Im Finale stieg Tarassow bei der Höhe von 5,60 Meter in den Wettbewerb ein. Er übersprang die Höhe genau wie der Spanier Javier García und der US-Amerikaner Kory Tarpenning im ersten Versuch. Im zweiten Versuch zog der Finne Asko Peltoniemi nach. Bei 5,65 Meter sprang nur der US-Amerikaner David Volz, der die Höhe im Ersten Versuch nahm. Während Tarassow, Tarpenning und Volz die 5,70 Meter ausließen, traten zu dieser Höhe fünf Springer an. García und Trandenkow sprangen die Höhe im ersten Versuch, während Peltoniemi, der Franzose Philippe Collet und überraschend auch Bubka bei seiner Einstiegshöhe rissen. Bubka riss auch seinen zweiten Versuch und sparte sich seinen letzten Versuch für 5,75 Meter auf. Diese Höhe ließen Tarassow und Trandenkow aus. Im ersten Versuch über 5,75 Meter scheiterten alle Springer, womit Bubka ausgeschieden war. Im zweiten Versuch schaffte García die 5,75 Meter, was ihm dann zu Bronze reichen sollte, während Tarpenning im dritten Versuch die Höhe meisterte und Vierter wurde. 5,80 Meter schaffte Tarassow im ersten Versuch, Trandenkow im dritten Versuch und da beide Springer an 5,90 Meter scheiterten, waren die Medaillen verteilt.

### Nach dem Olympiasieg
Maxim Tarassow zog 1992 von Jaroslawl nach Budapest um, behielt aber seine Staatsbürgerschaft. Er startete ab 1993 für Russland, denn ab 1993 starteten sämtliche Staaten der GUS getrennt. Bei den Weltmeisterschaften 1993 in Stuttgart waren unter den besten zehn Stabhochspringern sieben Springer aus dem Bereich der früheren Sowjetunion. Es gewann für die Ukraine Serhij Bubka mit 6,00 Meter vor Grigori Jegorow für Kasachstan mit 5,90 Meter. Bronze gewannen für Russland Maxim Tarassow und Igor Trandenkow mit jeweils 5,80 Meter.
Nachdem Tarassow die Europameisterschaften 1994 auslassen musste, war er bei den Weltmeisterschaften 1995 wieder dabei. Unter den ersten Zwölf waren sieben Springer aus der ehemaligen Sowjetunion, von denen allerdings Andrei Tivontchik für Deutschland Neunter wurde. Es gewann Bubka mit 5,92 Meter vor Tarassow mit 5,86 Meter und dem Franzosen Jean Galfione, der ebenfalls 5,86 überquerte.
Die Olympischen Spiele 1996 gewann Galfione vor Trandenkow und Tiwontschik. Tarassow war nicht am Start. 
1997 gewann Tarassow mit 5,80 Meter Bronze bei den Hallenweltmeisterschaften in Paris. Es siegte Igor Potapowitsch für Kasachstan mit 5,90 Meter vor dem US-Amerikaner Lawrence Johnson mit 5,85 Meter. In der Freiluftsaison sprang Tarassow erstmals über 6,00 Meter. Bei den Weltmeisterschaften in Athen gewann Bubka seinen sechsten Titel in Folge. Mit 6,01 Meter lag er fünf Zentimeter vor Tarassow. Dritter wurde mit 5,91 Meter der US-Amerikaner Dean Starkey.
Bei den Europameisterschaften 1998 in seiner Wahlheimat Budapest gewann Tarassow mit 5,81 Meter vor dem höhengleichen Tim Lobinger aus Deutschland. Dritter mit 5,76 Meter wurde Jean Galfione.
1999 sprang Tarassow mit 6,05 Meter am 16. Juni in Athen seine persönliche Bestleistung. Außer Bubka sprang bis 2006 niemand höher und nur der Wahl-Australier Dmitri Markov schaffte 2001 ebenfalls 6,05 Meter. Bei den Weltmeisterschaften wurde Tarassow zum ersten Weltmeister nach Bubka. Tarassow sprang mit 6,02 Meter sogar höher als Bubka bei seinen sechs Titeln. Zweiter wurde für Australien Dmitri Markov mit 5,90 Meter und auch der Dritte, der Israeli Alexander Awerbuch, stammt aus der russischen Stabhochsprung-Schule.
Seinen letzten großen Auftritt hatte Tarasow bei den Olympischen Spielen 2000 in Sydney. Vier Springer konnten 5,90 Meter überqueren, an 5,96 Meter scheiterten alle Springer. Gold gewann wegen der Mehrversuchsregel Nick Hysong aus den Vereinigten Staaten vor Lawrence Johnson. Maxim Tarassow gewann Bronze vor dem Deutschen Michael Stolle.

## Persönliches
Bei einer Körpergröße von 1,94 Meter betrug Tarassows Wettkampfgewicht 80 kg. Heute lebt er in Budapest.